# Ennaffati Omar
Ennaffati Omar (Toronto, Ontario, Kanada 1980. április 26. –) magyar válogatott jégkorongjátékos.

## Élete
Ennaffati Omar 1980. április 26-án született a kanadai Toronto városában. Édesanyja ’56-os magyar emigráns, édesapja marokkói származású. Nyolcéves korában járt először Magyarországon.
 
Pályafutása az ontariói juniorligában az Ontario Hockey League-ben kezdődött a North Bay Cenntenials csapatában. 2000 és 2002 között a másodosztályú profi jégkorongligában az ECHL-ben a New Orleans Brass színeiben játszott. Egy szezont töltött a kanadai összegyetemi bajnokságban a CIS-ben a St. Francis Xavier University játékosaként, ahol beválasztották a liga All Star-csapatába. Ezt követően még egy évet töltött az Egyesült Államokban az Idaho Steelheads-nél, majd 2005 nyarán az Alba Volánba igazolt. Bár megszerezte a magyar állampolgárságot, de a 2006/2007-es szezonban szerzett sérülése miatt nem tudott részt venni a 2007-es ljubljanai divízió 1-es világbajnokságon. A sérülése a teljesítményére is rányomta a bélyegét, emiatt komoly konfliktusai akadtak a Volán szakmai vezetésével. A vita végére úgy került pont, hogy az angliai Manchaster Phoenix-hez szerződött, azonban itt is csak egy szezont töltött. A 2008/2009-es szezont már a francia Tours-nál kezdte. 2009-ben a magyar csapat tagja volt svájci világbajnokságon. A következő szezon kezdetén még nem volt csapata. Novemberben igazolta le a Ferencváros, ahonnan 2010 januárjában a Budapest Starshoz igazolt.